# IEEE 802.6
IEEE 802.6 — стандарт, регулируемый Американским национальным институтом стандартов (ANSI) для городских вычислительных сетей (MAN). Стандарт также является улучшенной версией старого стандарта (также созданного ANSI), который использовался для волоконно-оптических сетей(FDDI). Стандарт FDDI не был принят по причине дороговизны его реализации и отсутствия совместимости с современными стандартами локальных сетей.
Использовался метод разделения доступа DQDB (en:Distributed-queue dual-bus)
Данный стандарт также не принёс успеха по тем же причинам, что и стандарт FDDI. Большинство MAN используют сети, построенные на основе синхронной цифровой иерархии или ATM, с поддержкой Ethernet и MPLS.